# Heliophobus kitti
Heliophobus kitti är en fjärilsart som beskrevs av Karl Schawerda 1914. Heliophobus kitti ingår i släktet Heliophobus och familjen nattflyn. Inga underarter finns listade i Catalogue of Life.